# Pays-Bas bourguignons
Pour les articles homonymes, voir Pays-Bas (homonymie).
1384–1556
Entités précédentes :
- multiples

Entités suivantes :
- Principauté de Liège (1477)
- Royaume de France,  Picardie (1477)
- Pays-Bas des Habsbourg (1482)

Les Pays-Bas bourguignons sont les provinces des Pays-Bas historiques acquises par les ducs de Bourgogne de la maison de Valois-Bourgogne puis par les Habsbourg, entre les XIVe et XVIe siècles. Leur territoire couvre actuellement la majeure partie des Pays-Bas, de la Belgique, du Luxembourg et des Hauts-de-France.
Au sein de l'État bourguignon, ils sont plus fréquemment qualifiés de « pays de par-deçà », pour les distinguer des « pays de par-delà », les possessions plus méridionales de Bourgogne et Franche-Comté, avant que ne se développent les appellations « Dix-Sept Provinces », « pays bas » et « Belgica » (voire « Bourgogne », après l'annexion du duché proprement dit par la France).
Ces territoires sont officiellement unis par la Pragmatique Sanction que leur confère Charles Quint en 1549. En 1555, ils sont légués à Philippe, roi des Espagnes à partir de 1556, et forment les Pays-Bas espagnols.

## Politique

### Unification territoriale

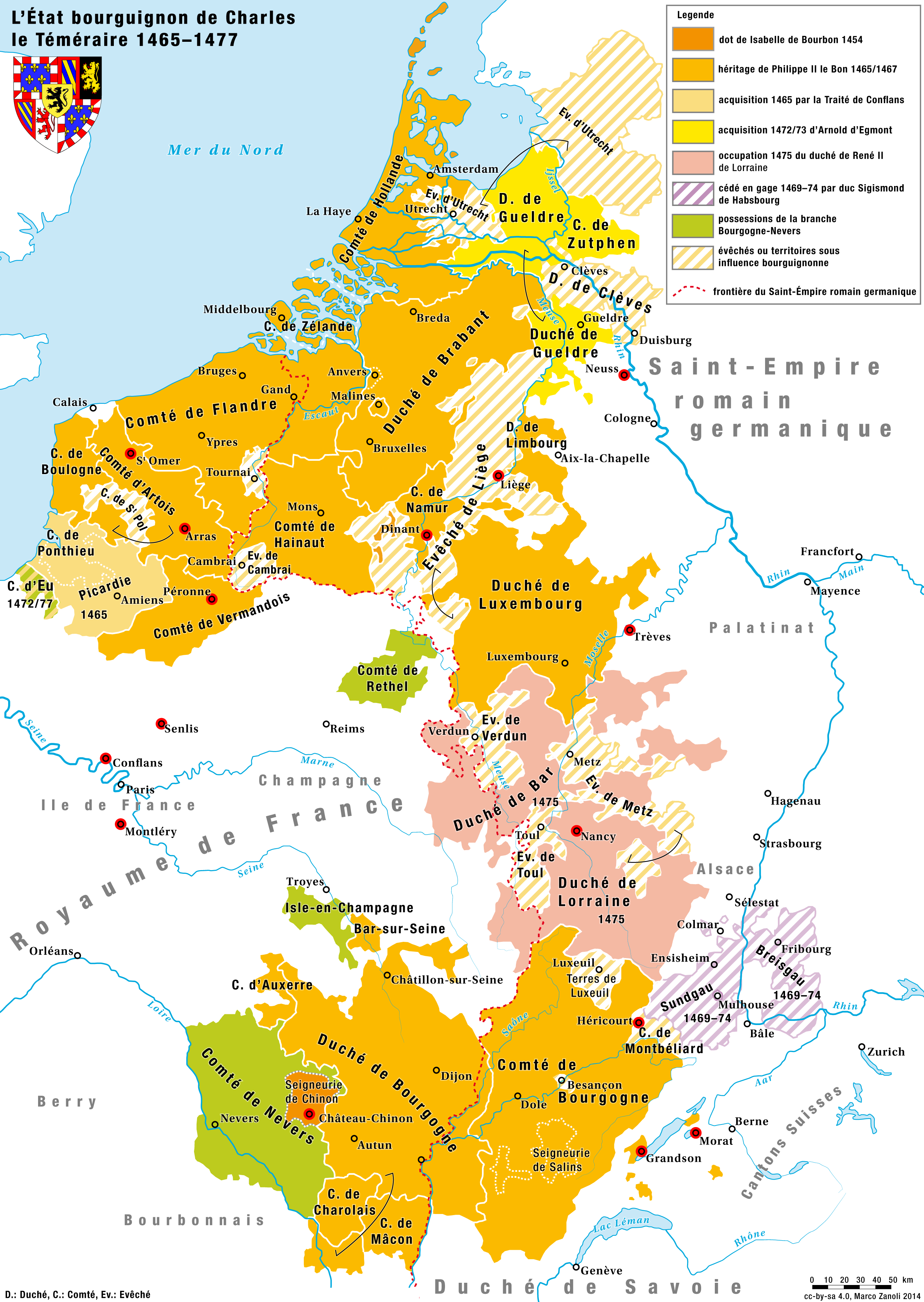
Territoires bourguignons.

Les ducs de Bourgogne unifient ces pays qui formaient des principautés séparées et parfois hostiles, faisant partie pour le comté de Flandre du royaume de France et pour les duchés de Brabant, de Luxembourg, les comtés de Namur, de Hainaut, de Zélande, de Hollande et autres territoires du Saint-Empire.
Le premier d'entre eux, Philippe le Hardi, reçut le duché de Bourgogne en fief. Bien qu'il soit le cadet, on ne peut, dans le cas présent, parler d'apanage (terre donnée au cadet de la famille). En effet, à l'époque, l'apanage royal doit retourner au domaine royal si celui qui le détient n'a pas d'héritier mâle. Or, Jean II le Bon transmet cette terre à son fils sans aucune clause de ce type. Le duché pourra être transmis à des héritières féminines ou à des branches collatérales. Le duché ne retournerait donc au domaine royal que s'il y avait extinction totale de la lignée ducale. De plus, les ducs devraient foi et hommage au souverain, ce qui tend à démontrer qu'il s'agit bien d'un fief. Le duc de Bourgogne, par cet acte, devient le vassal du roi de France.
En 1369, Philippe le Hardi épousa la fille du comte de Flandre.
Toute la politique des ducs de Bourgogne consista ensuite à essayer de s'emparer des régions situées entre la Bourgogne et la Flandre et d'en faire un État entre la France et le Saint-Empire. Ils procédèrent par mariage, héritage ou achat (Jean sans Peur et Philippe le Bon) ou conquête (Charles le Téméraire).
Les acquisitions des ducs s'étendaient depuis la Picardie et le comté d'Artois, au sud, jusqu'à Groningue, au nord. Le duché du Luxembourg vint s'ajouter en 1443 à leur territoire, à l'est mais séparé des autres provinces par la principauté de Liège, ce qui amena les ducs à établir sur cet évêché un protectorat rigoureux, dans un souci d'unification de leurs États.

### Unification administrative
Charles le Téméraire entreprit de doter ses seigneuries d'institutions communes. Le 25 novembre 1473, il rédigea à Thionville des ordonnances relatives à l'administration fiscale.
Les pays du duc de Bourgogne, juxtaposition de territoires ayant eu chacun leur propre histoire avant de se retrouver réunis, n'avaient aucune institution commune. Les princes avaient généralement maintenu dans leurs seigneuries les chartes communales et les coutumes traditionnelles. Ils avaient nommé des baillis qui les représentaient mais il n'existait cependant aucune institution unique regroupant sous son égide les principautés bourguignonnes : le prince assisté de son chancelier et de son grand conseil constituaient les seuls éléments communs à ces contrées disparates.
Chaque seigneurie possédait une entité judiciaire (un parlement) et une entité financière (la chambre des comptes). Chaque seigneurie envoyait des députés des trois ordres (clergé, noblesse, tiers-état) à ce qui allait devenir le Conseil d'État, gouvernement global, mais, au début, le duc les consultait séparément.
La constitution d'un État bourguignon à part entière impliquait, autant que faire se pouvait, le passage de cette pluralité de pouvoir au laminoir d'un pouvoir central unificateur. Ce fut l'objet des ordonnances de Thionville. Cependant, l'existence de deux ensembles territoriaux ne se prêtait pas à une centralisation unique : Charles le Téméraire se contenta donc de resserrer l'écheveau administratif de ses possessions septentrionales.
- Dans le domaine financier, les deux chambres des comptes de Lille et de Bruxelles fusionnèrent en une institution unique que le duc établit à Malines.
- Dans le domaine judiciaire, le duc conserva les parlements en place en Flandre, Brabant et Hollande mais il les plaça dans le ressort d'une autorité souveraine créée de toutes pièces. À cette fin, il scinda le grand conseil en deux collèges fixés à Malines : le premier conserva le nom et les fonctions de l'instance d'origine ; le second constitua sous le nom de Parlement de Malines, la cour suprême des Pays-Bas bourguignons [5].
- La période a vu l'avènement des premières réunions entre députés des différents territoires, qui prirent éventuellement la forme des États-Généraux des Pays-Bas réunissant des délégations de toutes dix-sept entités territoriales des Pays-Bas bourguignons[6].

Louis XI dénonça cette dernière initiative comme un crime de lèse-majesté, car le duc soustrayait ses possessions septentrionales françaises (Flandre et Artois) à la juridiction du parlement de Paris, à laquelle les sujets de ces possessions pouvaient faire appel en dernier ressort. La décision de Charles de Bourgogne était cohérente avec sa déclaration du 12 novembre 1471 dans laquelle il se considérait comme exempt de la juridiction du parlement de Paris.
Le duc s'était inspiré des structures françaises : les ordonnances de Thionville reproduisaient en bonne partie celles de Montils-lèz-Tours par laquelle Charles VII avait réorganisé le Parlement de Paris après le départ des Anglais en 1454. La nouvelle cour se divisait en quatre chambres et comptait deux présidents, quatre chevaliers, six maîtres des requêtes, douze conseillers laïcs, huit conseillers ecclésiastiques, deux avocats, un procureur, un substitut, quatre secrétaires, trois greffiers, dix-neuf huissiers.
Le choix de Malines était probablement lié à la volonté d'échapper à la rivalité entre Lille et Bruxelles et aussi de revivifier une ville menacée par le déclin de l'industrie drapière, mais aussi au fait que cette ville donnée en douaire à son épouse Marguerite d'York n'appartenait à aucune principauté.
La politique centralisatrice des ducs de Bourgogne rencontra de grandes résistances parmi les communes, jalouses de leur autonomie, qui se révoltèrent sous Philippe le Bon (Gand, Bruges), mais surtout sous son fils, Charles le Téméraire (Dinant, Liège), plus exigeant (subsides pour ses nombreuses guerres) et moins diplomate que son père.

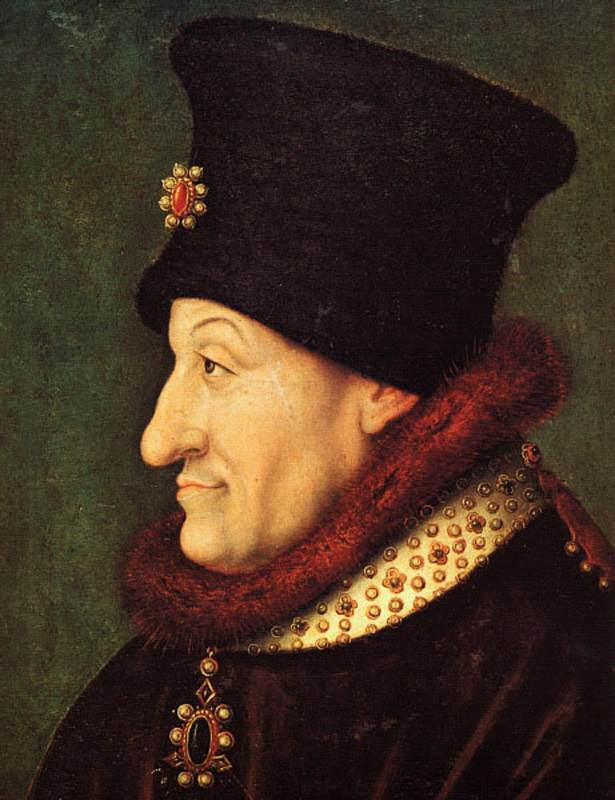
Philippe le Hardi (1342-1404).
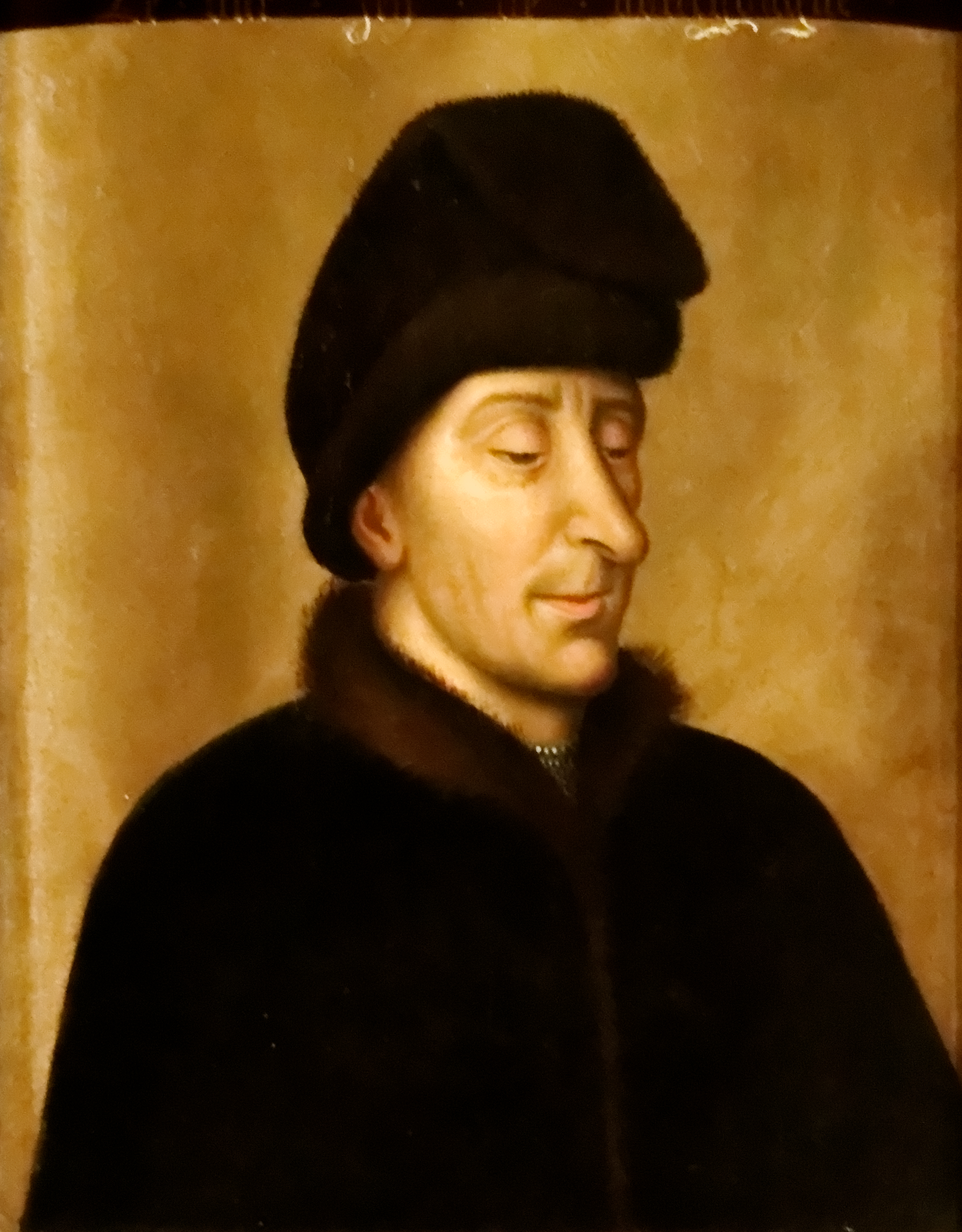
Jean sans Peur (1371-1419).
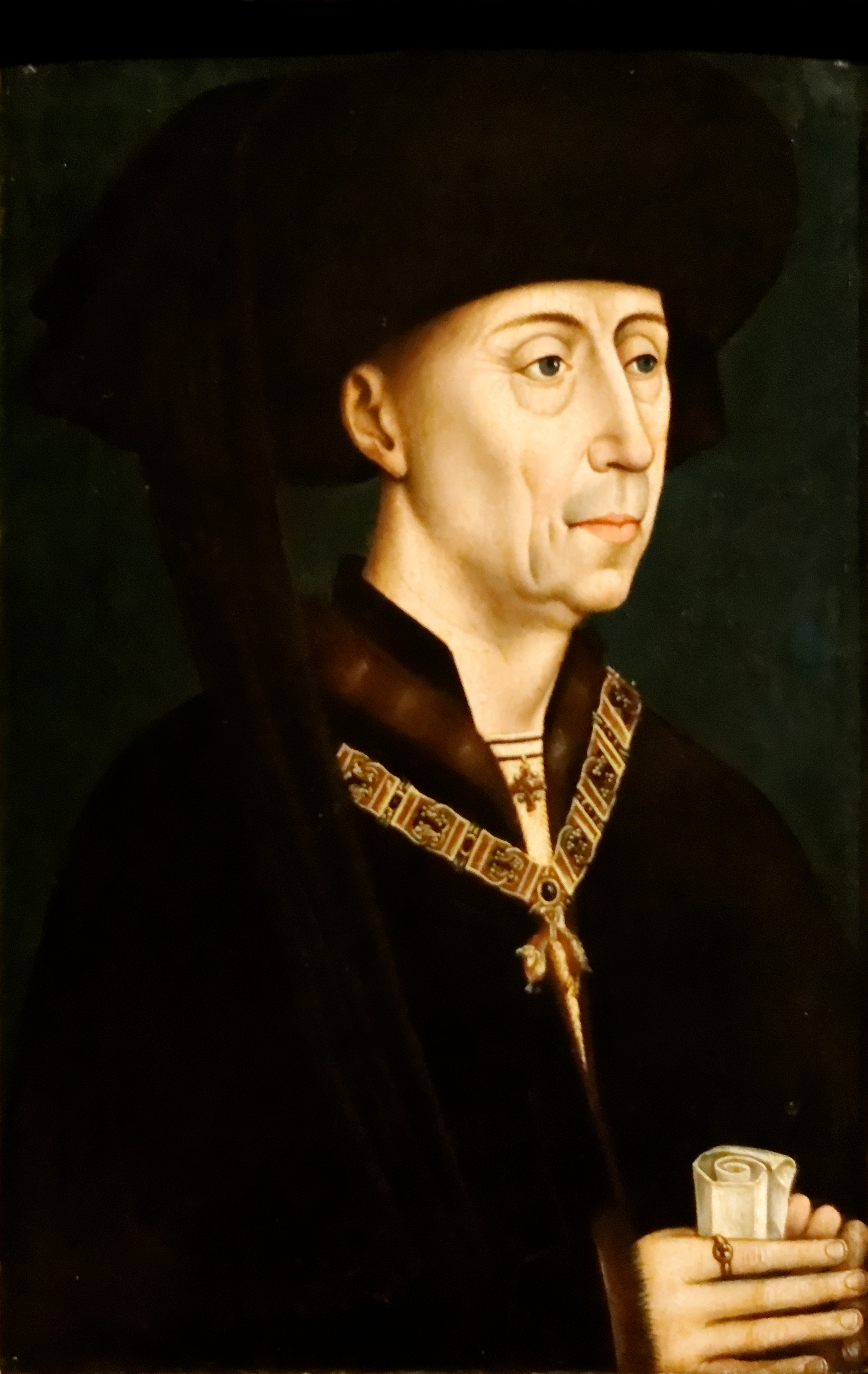
Philippe le Bon (1396-1467).
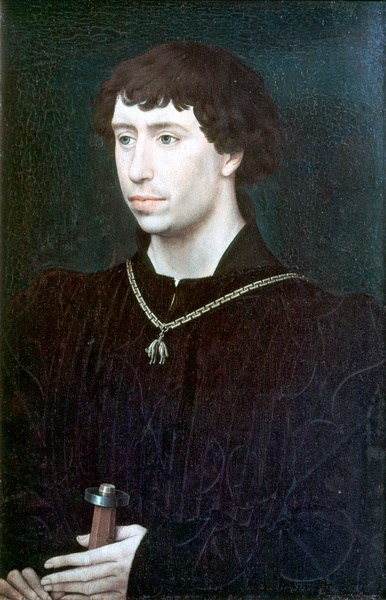
Charles le Téméraire (1433–1477).

### Éclatement de l'État bourguignon
Le roi de France, Louis XI, était fort inquiet de la montée de la puissance bourguignonne. Il noua de nombreuses intrigues contre Charles le Téméraire ; par exemple, il incita les métiers liégeois à se révolter contre Charles le Téméraire et celui-ci réprima férocement le soulèvement, obligeant Louis XI à assister à l'incendie de la ville.
Patient, Louis XI profita du caractère impulsif de Charles le Téméraire, qui entreprit une politique de conquêtes. En occupant la Lorraine, il s'attira l'hostilité des Cantons suisses. Battu par eux à plusieurs reprises, il finit par être tué sous les murs de Nancy en 1477. Aussitôt Louis XI se jeta sur les États bourguignons.
Les états généraux des Pays-Bas supprimèrent toutes les institutions centralisatrices des ducs de Bourgogne, par le Grand Privilège. Ils conseillèrent à Marie de Bourgogne, fille de Charles le Téméraire, d'épouser Maximilien d'Autriche (famille de Habsbourg), afin de pouvoir faire face à l'invasion française malgré les avertissements de Louis XI.
Au terme de la guerre, Louis XI conserva le duché de Bourgogne (la Bourgogne d'avant la réforme de 2016, dont le comté de Nevers) mais dut abandonner les Pays-Bas ainsi que le comté de Bourgogne (qui deviendra la Franche Comté), qui passèrent sous la souveraineté des Habsbourg.
La Bourgogne ducale fut considérée comme un apanage réintégrant le domaine royal de France à l'extinction de la descendance masculine de Philippe le Hardi.

## Économie
Sous le gouvernement des ducs de Bourgogne, la vie économique connaît une grande prospérité dans la région des Pays-Bas bourguignons. Ceci s'explique par la politique des ducs et par le fait que cette région connaît à ce moment (vers 1400-1450) une période de paix et d'ordre.
L'agriculture prospère particulièrement au comté de Flandre, où l'on supprime la jachère en introduisant les plantes fourragères (elles enrichissent le sol et permettent de nourrir le bétail)
Quant à l'industrie, les villes drapières (Gand, Bruges, Lille, Ypres) entrent dans une période de déclin : elles sont en effet concurrencées par les draps anglais et souffrent des prix élevés de la laine. En outre, Bruges voit son port s'ensabler. Les ducs prendront des mesures pour aider ces villes (taxes sur les draps anglais, travaux pour désensabler le port de Bruges), mais ces mesures resteront vaines, et ce sont d'autres villes qui prendront la relève. C'est le cas d'Anvers dès 1442 ; bien situé au fond de l'estuaire de l'Escaut, son port deviendra un important centre d'échanges à l'échelle européenne.
D'autre part la draperie rurale (lin) connaît un bel essor : il est rendu possible par la perte d'influence des grands centres drapiers (laine), par des règlements de fabrication plus souples et par des salaires plus bas. À la même époque, l'art de la tapisserie se développe à
Bruxelles, favorisé par la présence de la cour ducale dans l'ancien château des ducs de Brabant. En l'honneur des ducs et de clients de la noblesse sont créées des tapisseries représentant souvent des scènes historiques ou inspirées d'allégories antiques. De même, la dentelle de Bruxelles se développe en rapport avec la présence de la riche clientèle des seigneurs des Pays-Bas venus fréquemment pour participer aux États-Généraux.
Ainsi, les ducs, par leur présence fréquente dans les Pays-Bas, notamment à Bruxelles, engendrent le développement d'industries de luxe. Mais ils interviennent aussi activement dans l'essor du commerce en unifiant les monnaies et en contrôlant leur frappe. L'organisation du commerce international devient plus libérale dans de nouveaux centres tels qu'Anvers (qui n'a pas de halles, ce qui signifie la liberté de vendre où l'on veut). Mais, dans les centres anciens tels que Bruges, on reste attaché à une organisation corporative qui gêne les transactions commerciales.
Pour la pêche, ce sont surtout les villes de Boulogne, de Dunkerque et de Calais qui assurent le commerce du poisson.

## Société, art et culture

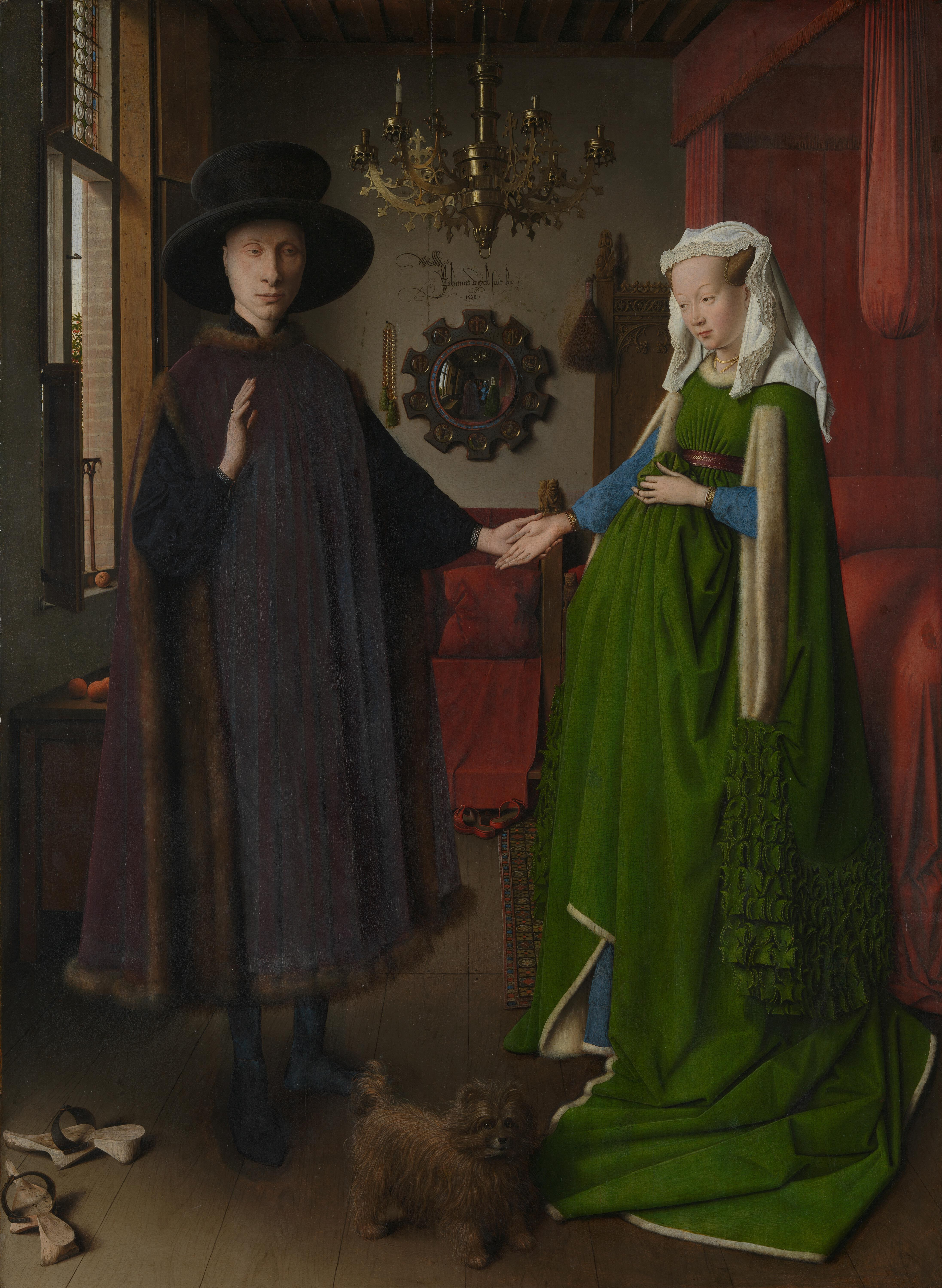
Un intérieur bourgeois.

Les ducs aiment le luxe, le faste et la richesse. Ils organisent leur cour en conséquence, s'entourent d'une noblesse soumise (création de l'ordre de la Toison d'or pour récompenser les nobles fidèles), organisent des fêtes fastueuses pour divertir cette cour.
Sur le plan vestimentaire, la mode est au pourpoint court, à la coiffure « en bol » et aux chaussures « à la poulaine » pour les hommes ; les femmes se coiffent de hennins et leurs robes ont de longues traînes.
Les ducs sont de grands protecteurs des arts et des artistes :
1. Architecture :
Les artistes ne travaillent plus exclusivement pour l'Église, mais aussi pour de riches particuliers. Le style ogival (ou gothique) caractérise encore les XIVe et XVe siècles, mais il subit une évolution : les formes sont de plus en plus légères ("dentelle de pierre"), les lignes donnent l'impression de flammes (d'où le nom de "gothique flamboyant"). Les exemples sont nombreux en Belgique : hôtels de ville de Bruxelles, Louvain, Audenarde, Bruges, cathédrale d'Anvers, etc.).
2. Peinture :
Elle supplante peu à peu la miniature, qui sert encore à illustrer les livres manuscrits (par ex. « La Bible moralisée de Philippe le Hardi »). Elle connaît un développement particulièrement important. On peint sur des panneaux de bois et de toile et on utilise la peinture à l'huile (qui fixe la couleur). La perspective est mieux rendue et les peintres font preuve d'un grand souci de précision (visages, tissus…). Les sujets restent essentiellement religieux.
Plusieurs peintres originaires des Pays-Bas marquent cette époque et illustrent la « Renaissance » flamande. Il s'agit par exemple de Jan Van Eyck (L'Agneau mystique, Vierge au chanoine Van der Paele), de Rogier van der Weyden (appelé aussi de le Pasture) (Les Sept Sacrements, Portrait de Philippe le Bon), de Dirk Bouts (La Dernière Cène, La Justice d'Othon), de Jérôme Bosch (Le Jugement dernier), de Hans Memling, Gérard David, etc.
3. Sculpture :
Statues décorant les églises, les monuments publics et les tombeaux. Le sculpteur le plus connu est Claus Sluter (puits de Moïse à Dijon en Bourgogne).